# Светий Томаж (Шкофя Лока)
'Светий Томаж (словен. Sveti Tomaž) — поселення в общині Шкофя Лока, Горенський регіон, Словенія. Висота над рівнем моря: 647,8 м.